# Planes (Spagna)
Planes è un comune spagnolo situato nella comunità autonoma Valenciana.